# باد كلارك
باد كلارك (بالإنجليزية: Bud Clark)‏ هو سياسي أمريكي، ولد في 19 ديسمبر 1931 في نامبا في الولايات المتحدة. حزبياً، نشط في الحزب الديمقراطي.